# Список серій мультсеріалу «КітПес»
«КітПес» (англ. CatDog) – американський мультсеріал створений Пітером Хеннаном для телеканалу Nickelodeon. Виходив з 1998 по 2005 рік у кількості 4 сезонів та 68 епізодів.

## Сезони
| Сезон | Сегменти | Епізоди | Епізоди | Оригінальний показ | Оригінальний показ |
| Сезон | Сегменти | Епізоди | Епізоди | Перший показ       | Останній показ     |
| ----- | -------- | ------- | ------- | ------------------ | ------------------ |
| 1     | 41       | 20      | 20      | 4 квітня 1998      | 29 жовтня 1998     |
| 2     | 43       | 20      | 20      | 15 лютого 1999     | 9 жовтня 1999      |
| 3     | 38       | 20      | 20      | 16 березня 2000    | 18 травня 2001     |
| 4     | 13       | 8       | 8       | 25 листопада 2001  | 15 червня 2005     |

## Епізоди

### Перший сезон (1998)
| № п/п | № в сезоні | Назва | Дата прем'єри  | Виробничий код |
| ----- | ---------- | --- | -------------- | -------------- |
| 1     | 1          | «Пес зник/З'їж усе» «Dog Gone/All You Can’t Eat»                                                                           | 4 квітня 1998  | 101            |
| 2     | 2          | «Блохи або смерть!/КітПес їжа» «Flea or Die!/CatDog Food»                                                                  | 5 жовтня 1998  | 102            |
| 3     | 3          | «Влада повного місяця/Війна КотаПса» «Full Moon Fever/War of the CatDog»                                                   | 16 жовтня 1998 | 103            |
| 4     | 4          | «Накачаний/Лялечка» «Pumped/Dummy Dummy»                                                                                   | 13 жовтня 1998 | 104            |
| 5     | 5          | «Нічні страхіття/КітПесХряк» «Nightmare/CotDogPig»                                                                         | 21 жовтня 1998 | 105            |
| 6     | 6          | «БілкаПес/День брата» «Squirrel Dog/Brother's day»                                                                         | 14 жовтня 1998 | 106            |
| 7     | 7          | «Острів/Льюб - те, що треба» «The Island/Lube You Need is Lube»                                                            | 6 жовтня 1998  | 107            |
| 8     | 8          | «Вечірка для тварин/Давай, Пес, давай!» «Party Animal/Mush, Dog, Mush!»                                                    | 9 жовтня 1998  | 108            |
| 9     | 9          | «Діамантова лихоманка/Домашній улюбленець» «Diamond Fever/The Pet»                                                         | 8 жовтня 1998  | 109            |
| 10    | 10         | «Шрік+Пес/Робоча сила» «Shriek Loves Dog/Work Force»                                                                       | 7 жовтня 1998  | 110            |
| 11    | 11         | «Втеча з тюрми/Колекціонер» «Escape From the Deep End/The Collector»                                                       | 15 жовтня 1998 | 111            |
| 12    | 12         | «Кінець КотаПса/Облога форту "КітПес"» «CatDog’s End/Siege On Fort CatDog»                                                 | 19 жовтня 1998 | 112            |
| 13    | 13         | «Муза КотаПса/Жменя пошти» «Armed and Dangerous/Fistful of Mail»                                                           | 12 жовтня 1998 | 113            |
| 14    | 14         | «Безпечний Пес/Пес повертається додому» «Safety Dog/Dog Come Home!»                                                        | 20 жовтня 1998 | 114            |
| 15    | 15         | «Нові мешканці/Непід'ємна вага» «New Neighbors/Dead Weight»                                                                | 22 жовтня 1998 | 115            |
| 16    | 16         | «Усе про КотаПса/Правопорушення» «All About Cat/Trespassing»                                                               | 29 жовтня 1998 | 119            |
| 17    | 17         | «Скажи, що тебе послав КітПес/Дивний стан Пса» «Just Say CatDog Sent Ya/Dog's Strange Condition»                           | 27 жовтня 1998 | 118            |
| 18    | 18         | «Дім - там, де бруд/Новий нашийник - нове життя» «Home is Where the Dirt is/New Leash on Life»                             | 26 жовтня 1998 | 118            |
| 19    | 19         | «Неферкітті/Цікавим бути небезпечно» «Neferkitty/Curiosity Almost Killed the Cat»                                          | 23 жовтня 1998 | 119            |
| 20    | 20         | «Розумніший за звичайного пса/КітПес тут більше не мешкає» «Smarter than the Average Dog/CatDog Doesn't Live Here Anymore» | 28 жовтня 1998 | 120            |

### Другий сезон (1999-2000)
}}

| № п/п | № в сезоні | Назва | Дата прем'єри     | Виробничий код |
| ----- | ---------- | --- | ----------------- | -------------- |
| 21    | 1          | «КітПес у школі клоунів/Рибалки-невдахи/Погоня» «Send in the CatDog/Fishing For Trouble/Fetch»              | 15 лютого 1999    | 201            |
| 22    | 2          | «Шрік-справжня леді/Великий Пес» «The Lady is a Shriek/Dog the Mighty»                                      | 16 лютого 1999    | 202            |
| 23    | 3          | «Нехай живе Великий Няв-Гав!/Битва рок-н-рольних команд» «Hail the Great Meow Woof/Battle of the Bands»     | 23 жовтня 1999    | 203            |
| 24    | 4          | «Собача нянька/Клуб Кота/"Кіт" означає "Пес"» «Adventures in Greaser Sitting/The Cat Club/Cat Diggety Dog»  | 18 лютого 1999    | 204            |
| 25    | 5          | «КітПес-альпініст/Собачий бунт» «Climb Every CatDog/Canine Mutiny»                                          | 19 лютого 1999    | 205            |
| 26    | 6          | «Фред — летюча риба/Розділені» «Fred the Flying Fish/CatDog Divided»                                        | 22 лютого 1999    | 206            |
| 27    | 7          | «Природжений небейсболіст/Як Пес язиком злизав/Ідіоти на схилах» «The Unnatural/Dog Ate It/Dopes on Slopes» | 23 лютого 1999    | 207            |
| 28    | 8          | «Місць нема/Дев'ять життів» «Spaced Out/Nine Lives»                                                         | 24 лютого 1999    | 208            |
| 29    | 9          | «Кістки/Домашнє відео Вінслоу/Звільнено» «Dem Bones/Winslow's Home Videos/You're Fired»                     | 25 лютого 1999    | 209            |
| 30    | 10         | «Цирк на вісімнадцятій лунці/Алергія» «Showdown at Hole 18/Sneezie Dog»                                     | 26 лютого 1999    | 210            |
| 31    | 11         | «КітПес-серфінгіст/Вгадай хто прийде на вечерю!» «Surfin' CatDog/Guess Who's Coming to Dinner!»             | 27 липня 1999     | 211            |
| 32    | 12         | «Напівжиття прекрасне/На пасовиську» «It's a Wonderful Half Life/Shepherd Dog»                              | 26 липня 1999     | 212            |
| 33    | 13         | «Собача сила/У нас тут джунглі» «Dog Power/It's a Jungle in Here»                                           | 28 липня 1999     | 213            |
| 34    | 14         | «Дім КотаПса/Ночівля в лісі» «The House of CatDog/CatDog Campers»                                           | 29 липня 1999     | 214            |
| 35    | 15         | «Нехай почнеться гра!/Закоханий Вінслоу» «Let the Games Begin!/Winslow Falls in Love»                       | 30 липня 1999     | 215            |
| 36    | 16         | «Королівський пес/Весна» «Royal Dog/Springtime for CatDog»                                                  | 9 березня 1999    | 216            |
| 37    | 17         | «Мою домашню роботу з'їв Пес/Кінець» «A Dog Ate My Homework/The End»                                        | 9 березня 1999    | 217            |
| 38    | 18         | «Спеціальний випуск/КітПес у квадраті» «Extra! Extra!/CatDog Squared»                                       | 13 листопада 2000 | 218            |
| 39    | 19         | «Маленький секрет Кліффа/Ярмарок» «Cliff's Little Secret/Freak Show»                                        | 16 березня 2000   | 219            |
| 40    | 20         | «Дуже котопсове Різдво» «A Very CatDog Christmas»                                                           | 30 листопада 2000 | 220            |

### Третій сезон (1999-2001)
| № п/п | № в сезоні | Назва                                                                               | Дата прем'єри     | Виробничий код |
| ----- | ---------- | ----------------------------------------------------------------------------------- | ----------------- | -------------- |
| 41    | 1          | «Пес-пожежник/Собаче шоу» «Fire Dog/Dog Show»                                       | 23 жовтня 1999    | 301            |
| 42    | 2          | «Сумо в закусочній/Готель «КітПес»» «Sumo Enchanted Evening/Hotel CatDog»           | 9 жовтня 1999     | 302            |
| 43    | 3          | «Шрік на льоду/Амнезія - не подарунок» «Shriek on Ice/No Thanks for the Memories»   | 4 грудня 1999     | 303            |
| 44    | 4          | «КітПес-родео/Зуби на двох» «Rodeo CatDog/Teeth For Two»                            | 16 жовтня 1999    | 304            |
| 45    | 5          | «Залишайтесь на місцях/Ловець КотоПсів» «Remain Seated/CatDog Catcher»              | 6 листопада 1999  | 305            |
| 46    | 6          | «Тихо, будь ласка/Горила моїх мрій» «Silents Please!/Gorilla My Dreams»             | 14 травня 2001    | 306            |
| 47    | 7          | «Неймовірна Лола/Багата Шрік, бідна Шрік» «Sweet and Lola/Rich Shriek, Poor Shriek» | 23 жовтня 1999    | 307            |
| 48    | 8          | «Довбодятли/Золотий гідрант» «The Geekers/The Golden Hydrant»                       | 23 березня 2000   | 308            |
| 49    | 9          | «Закоханий Льюб/Пес-фотограф» «Lube in Love/Picture This»                           | 23 березня 2000   | 309            |
| 50    | 10         | «КітПес-каскадер/Шмаровози в тумані» «Stunt CatDog/Greasers in the Mist»            | 30 березня 2000   | 310            |
| 51    | 11         | «Зоряні мрії/КітПес у природі» «Doo Wop Diggety/CatDogumentary»                     | 30 березня 2000   | 311            |
| 52    | 12         | «Хокей/Загіпнотизовані» «Rinky Dinks/Hypno-Teased»                                  | 16 травня 2001    | 312            |
| 53    | 13         | «Безумство на арені/Золото КотаПса» «Monster Truck Folly/CatDog's Gold»             | 3 листопада 2000  | 313            |
| 54    | 14         | «Цукерки «КітПес»/Переселення» «CatDog Candy/Movin' on Up»                          | 17 травня 2001    | 314            |
| 55    | 15         | «Новий кіт у місті/Скарб КотаПса» «New Cat in Town/CatDog's Booty»                  | 18 травня 2001    | 315            |
| 56    | 16         | «КітПес-поводир/Стережися Кліффа» «Seeing Eye Dog/Beware of Cliff»                  | 15 травня 2001    | 316            |
| 47    | 17         | «КітПес-3001/Викликання дощу» «CatDog 3001/Cloud bursting»                          | 31 грудня 1999    | 317            |
| 58    | 18         | «День подяки» «Talking Turkey»                                                      | 21 листопада 1999 | 318            |
| 59    | 19         | «КітПесула» «CatDogula»                                                             | 26 жовтня 1999    | 319            |
| 60    | 20         | «День ідіотських жартів/Знову в школу» «Kooky Prank Day/Back to School»             | 1 квітня 2000     | 320            |

### Четвертий сезон (2001-2005)
| № п/п | № в сезоні | Назва | Дата прем'єри     | Виробничий код |
| ----- | ---------- | --- | ----------------- | -------------- |
| 61    | 1          | «Бойове мистецтво допікання/Могутній Пес-супергерой» «Harraslin' Match/Dog The Not So Mighty»                  | 28 листопада 2003 | 404            |
| 62    | 2          | «Кіт зіпсувався/Старий КітПес і море» «Cat Gone Bad/The Old CatDog and the Sea»                                | 15 червня 2004    | 406            |
| 63    | 3          | «Пес у конусі/Балада про старий сто п'ятдесят дев'ятий» «Cone Dog/The Ballad Of Ole' 159»                      | Не виходив в ефір | 407            |
| 64    | 4          | «Крутий Боб із несподіваного боку/КітПес у Вінслоуландії» «Mean Bob, We Hardly Knew Ya/CatDog In Winslow Land» | Не виходив в ефір | 405            |
| 65—67 | 5—7        | «КітПес і велика батьківська таємниця» «CatDog The Movie: The Great Parent Mystery»                            | 25 листопада 2001 | 401-403        |
| 68    | 8          | «Діставуча рідня/М'ясні собачі друзі» «Vexed Of Kin/Meat, Dog's Friends»                                       | 15 червня 2005    | 408            |